# District de Luangwa
Pour les articles homonymes, voir Luangwa.
Le district de Luangwa est un district de Zambie, situé dans la Province de Lusaka. Sa capitale se situe à Luangwa. Selon le recensement zambien de 2000, le district a une population de 18 948 personnes.